# El Kowm
Koordinaten: 35° 9′ 0″ N, 38° 49′ 0″ O
El Kowm oder Al Kawm (arabisch الكوم, DMG al-Kaum) ist eine kreisförmige Senke mit einem Durchmesser von etwa 20 km in Zentralsyrien, wo sich Überreste menschlicher Anwesenheit fanden, die bis zu eine Million Jahre zurückreichen. Jäger und Sammler suchten sie bis 11.000 v. Chr. immer wieder auf. Die Oase liegt nordöstlich von Palmyra bei as-Suchna (السخنة). Ihre Artefakte schließen Häuser des Neolithikums in zwei Tells (Wohnhügel) und frühe Bewässerungsanlagen aus der Zeit zwischen 7000 und 6500 v. Chr. ein. 

## Ausgrabungen
1967 unternahmen Maurits N. van Loon und Rudolph Henry Dornemann erste Sondagen in El Kowm I, das sich als 3 ha großer Tell zeigt. Die Ausgräber unterschieden dabei fünf Schichten, die sie dem Frühneolithikum (A), dem Mittelneolithikum (B, C), dem Jungneolithikum (D) und einer nachneolithischen Phase (E) zuweisen konnten. Von Mai 1967 bis Januar 1968 führte fast gleichzeitig die als Tokyo University Scientific Expedition to Western Asia bekannte Expedition unter Leitung des Archäologen Hisashi Suzuki Surveys im Libanon und in Syrien durch. Dabei stieß sie auch auf Artefakte aus El Kowm, etwa in Hummal.
Ein kleinerer Tell, El Kowm II, wurde von Danielle Stordeur zwischen 1978 und 1987 in Angriff genommen. Sie konnte dort das älteste Bewässerungs- und Hauswassersystem nachweisen. Ab 1980 leiteten Jacques und Marie-Claire Cauvin, Lorraine Copeland, Francis Hours, Jean Marie Le Tensorer und Sultan Muhesen weitere Untersuchungen. 
Ab 1989 arbeiteten das Institut für Prähistorische und Naturwissenschaftliche Archäologie der Universität Basel mit der Historischen Fakultät der Universität Damaskus zusammen, genauer der Direction Générale des Antiquités et des Musées de Damas. Die beiden Institute konzentrierten sich auf das Alt- und Mittelpaläolithikum von El Kowm, an einer Stätte, die als Nadaouiyeh Aïn Askar bekannt ist. Dort fanden sich menschliche Spuren aus der Zeit zwischen 500.000 und 100.000 vor heute, schließlich Werkzeuge des Oldowan und des Hummalien, die bis zu eine Million Jahre zurückreichen. Als weitere Kultur konnte eine Schicht dem Yabrudien zugewiesen werden sowie eine Acheuléen-Kultur, die vorläufig Tayacien genannt wurde, eine archäologische Kultur, die eher im Süden Palästinas vorgefunden wird. Hier herrschen Reduzierungstechniken bei Geröllgeräten (pebble tools) vor. Gelegentlich taucht auch die Bezeichnung Tabunien auf, nach der Tabun-Höhle im Norden Israels (Tabun G), die jedoch eher durch Neandertalerfunde bekannt wurde. Hummalien, Yabrudien und Tayacien wurden versuchsweise dem frühen, mittleren und späten Mittelpaläolithikum zugewiesen.
1996 wurde ein auf 450.000 Jahre datiertes Schädelfragment von Homo erectus in Nadaouiyeh Aïn Askar entdeckt. Es besitzt zentralasiatische Kennzeichen und könnte Hinweise auf die Migrationen dieser Epoche geben.
2005 entdeckten die Baseler ein fossiles Fragment eines Riesenkamels, das auf 150.000 Jahre datiert wurde und das an der Hummal-Fundstätte entdeckt worden war. Es handelt sich um eine bis dahin unbekannte Art der Kamele. Das Camelus moreli wurde zusammen mit menschlichen Artefakten entdeckt. 2006/7 kamen ein Stück eines menschlichen Oberschenkelknochens sowie Zähne ans Licht, die sich jedoch nicht sicher Neandertalern zuweisen ließen. Sollte dies gelingen, so wäre Hummal die erste Fundstätte, an der Neandertaler in einer Steppe gelebt hätten.
Daniela Hager unternahm eine Reihe von Versuchen, um den Gebrauch von Feuer zu belegen. Dabei stellte sich heraus, dass kleine Knochen und -splitter offenbar zur Unterhaltung des Feuers gebraucht wurden.
Die frühen Bewohner haben Gazellen, Pferde und Kamele gejagt. Dabei löschten immer wieder Trockenphasen das Leben über längere Zeiten aus. Die Stätte wurden von den Jägern und Sammlern endgültig um 11.000 v. Chr. aufgegeben. 
Erst um 7000 v. Chr. erschienen neolithische Bauern. Ein Fresko dieser von 7000 bis 6500 v. Chr. reichenden Anwesenheit konnte freigelegt werden. Die Fundstätte weist Ähnlichkeiten mit Tell Abu Hureyra und Bouqras auf.
Der Paläobotaniker Willem van Zeist konnte Emmer und Hartweizen schon für die ersten Bauern von El Kowm I aus der Zeit um 6.300 v. Chr. nachweisen. Danielle Stordeur konnte noch ältere Funde belegen, die bis 7000 v. Chr. zurückreichen. Van Zeist nahm an, dass in El Kowm I eine Art Bewässerungssystem entwickelt worden sein musste, worauf auch Funde in El Kowm II hinweisen. Stordeur glaubte, dass das nahegelegene Qdeir von Nomaden bewohnt war, während El Kowm I und II keinerlei Anzeichen von bloß kurzzeitiger Ansiedlung aufwiesen, sondern dauerhaft während eines halben Jahrtausends bewohnt waren. Ähnlich wie in Jericho ließen die Bewässerungsanlagen das Regenwasser der benachbarten Berge abwärts zu den Feldern fließen.
2009 fand man in Aïn al Fil, etwa 3 km von El Kowm entfernt, mit knapp 1,8 Millionen Jahren die ältesten gesicherten menschlichen Spuren der gesamten Levante.